# Atesta unifasciata
Atesta unifasciata är en skalbaggsart som beskrevs av Wang 1993. Atesta unifasciata ingår i släktet Atesta och familjen långhorningar. Inga underarter finns listade.